# Camille Marbo
Pour les articles homonymes, voir Borel et Appell.
Camille Marbo, pseudonyme de Marguerite Borel (11 avril 1883 - 5 février 1969), née Marguerite Appell, est une romancière française, lauréate du Prix Femina en 1913, et première femme présidente de la Société des gens de lettres. Elle fut présidente du jury du prix Femina.

## Biographie
Berthe Elisabeth Marguerite Appell naît à Saint-Germain-en-Laye le 11 avril 1883. Elle est la fille du mathématicien Paul Appell (1855-1930).
Elle épouse en 1901 le mathématicien et homme politique Émile Borel (1871-1956). Marguerite Borel tient un salon scientifique et littéraire animé. 

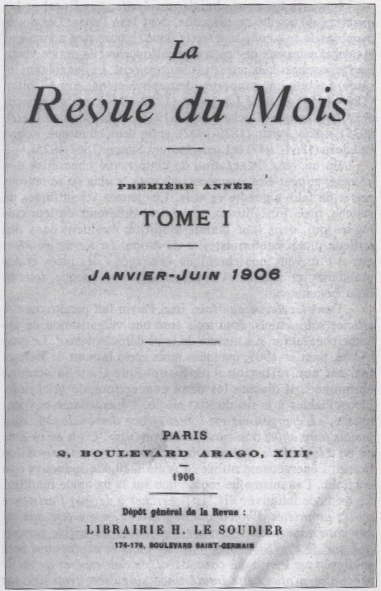
Couverture du tome I de La Revue du mois en 1906.

Elle crée avec son mari, en 1906, La Revue du mois où contribuent leurs amis scientifiques et des personnalités politiques ou littéraires appréciant cette revue qui leur offre la possibilité de choisir leurs sujets et la liberté d'expression. Ce mensuel connaît un succès notable. Marguerite Borel prend personnellement en charge les critiques de pièces de théâtre et de romans, et diverses chroniques.
Quand elle commence à écrire des romans, elle choisit le pseudonyme de Camille Marbo, le nom Marbo reprenant les premières lettres de son prénom Marguerite et de son nom Borel.
Camille Marbo reçoit en 1913 le prix Femina, alors dénommé Prix de la Vie heureuse, pour son premier roman la Statue voilée.
Pendant la Première Guerre mondiale, elle installe avec son père le Comité de secours national. Elle fonde également et dirige un hôpital temporaire dans Paris, ce qui lui vaut la médaille de la Reconnaissance française. Les autorités lui demandent en 1916 de participer à l'organisation du travail féminin à la place des hommes partis au front. Bénéficiant de son expérience à la tête de l'hôpital, elle crée un centre de recrutement pour les femmes, qui auditionne, teste et place à la fois les employées salariées et les bénévoles, dans le secteur des services. Plus de 20 000 femmes sont ainsi placées par ses soins. Le traité qu'elle publie en 1919, La Mobilisation féminine en France, documente la contribution de ces femmes à la victoire alliée. Ce document est précieux par son contenu unique comme par sa forme méthodique et professionnelle, dégagée de l'émotion trop usuelle à l'époque ; il est soigneusement contextualisé et enrichi de statistiques.
Elle écrit ensuite une quarantaine d'autres romans, quelques monographies et des mémoires.
Amie de Marie Curie, elle la recueille chez elle et la protège lors de l'« affaire Langevin », révélation faite par la presse d'une liaison extra-conjugale entre Marie Curie et Paul Langevin.
Marguerite Borel prend part à la vie politique de Saint-Affrique et participe aux campagnes électorales de son mari Émile Borel. Elle est adjointe au maire de Saint-Affrique de 1947 à 1954.
Camille Marbo succède en février 1928 à Mme Jean Dornis comme présidente du Denier des veuves de la SGDL, œuvre d'assistance aux veuves d'écrivains dénuées de ressources fondée en 1913 par Daniel Lesueur, aidée et soutenue par Georges Lecomte (président de la SGDL).
Elle devient présidente de la Société des gens de lettres en 1937. Elle est réélue en 1938 et après la Libération, en 1946. Elle est aussi membre du jury du Prix Femina, et en devient la présidente. Elle est également membre de plusieurs autres jurys.
Camille Marbo reçoit le prix Louis-Barthou de l'Académie française pour Jeux de la science et de l'amour.
Elle publie ses mémoires en 1967 sous le titre À travers deux siècles, souvenirs et rencontres (1883-1967).
Elle est morte en 1969. Elle était commandeur de la Légion d'honneur.

## Œuvres
- Christine Rodis, 1906.

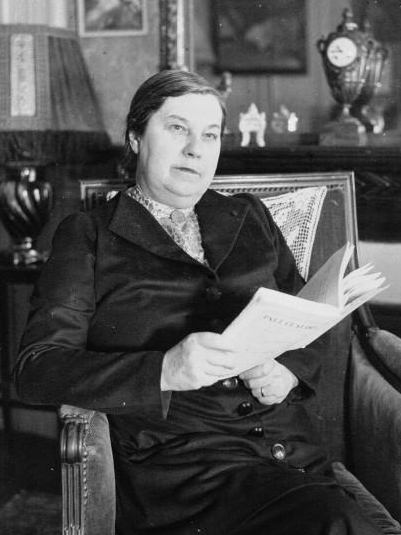
Camille Marbo en 1937, présidente de la Société des gens de lettres.

- La Statue voilée, 1913 (Prix Femina en 1913).
- Le Survivant, 1918.
- Les Cahiers de Francine, 1924.
- À l'enseigne du Griffon, 1925.
- Hélène Barraux (celle qui défiait l'amour), 1926.
- À bord de la "Croix du Sud", 1931.
- Celle qui défiait l'amour, 1932.
- Ruth, 1933.
- Le Perroquet bleu, 1934
- Flammes juives, 1936
- Les Millions de l'émir, 1938.
- Le Créole au cœur ardent, 1941.
- Violette et son cœur, 1941.
- La Baie des courlis, 1943.
- L'Oiseau captif, 1944.
- Le Buisson de lilas, 1945.
- La Nièce du boucanier, 1945.
- La Maison Bartholène, 1946.
- L'Enigme du manoir, 1947.
- Tante Estelle, 1947.
- L'Idole offensée, 1948.
- Sous les eucalyptus, 1949.
- Le Chateau condamné, 1949.
- La Tour carrée, 1950.
- La Reine de Golconde, 1951.
- Monsieur Charles, 1952.
- Douce marraine, 1953.
- Jeux de la science et de l'amour, 1953 (Prix Louis-Barthou).
- Isabelle et le secret, 1955.
- Le Visiteur inconnu, 1955.
- L'Amie de pension, 1956.
- Le Bel héritage, 1957.
- Mademoiselle Anaïs, 1958.
- La Dame de Maison-Blanche, 1959.
- Les Lettres, 1959.
- Le Diamant bleu, 1960.
- La Dernière nuit, 1961.
- Un Étrange garçon, 1961.
- Le Fiancé mystérieux, 1962.
- La Protectrice, 1963.
- Les Amoureux du Castillou, 1964.
- L'Énigmatique Sylvio, 1965.
- Le Sel de ma vie, 1965.
- Mon amour, d'où viens-tu ?, 1966.
- À travers deux siècles, souvenirs et rencontres (1883-1967), Paris, Grasset, 1967.
- Clara Fontaine, 1967.

## Distinctions
- Commandeure de la Légion d'honneur.
- Prix Femina, alors Prix de la Vie heureuse, 1913.
- Médaille de la Reconnaissance française.
- Prix Louis-Barthou de l’Académie française, 1953.

## Pour approfondir